# SL Benfica (szachy)
Sport Lisboa e Benfica – klub szachowy z siedzibą w Lizbonie, sekcja SL Benfica, trzykrotny mistrz Portugalii.

## Historia
Sekcja szachowa SL Benfica powstała w latach 40. XX wieku. W 1961 roku szachiści klubu zdobyli mistrzostwo kraju. W 1964 roku Benfica uzyskała drugie miejsce, a rok później zdobyła drugi tytuł. W latach 1966 i 1971 drużyna zdobyła kolejne tytuły wicemistrzowskie. W 1979 roku drużyna „C” Benfiki dotarła do finału Pucharu Portugalii, w którym przegrała ze Sportingiem CP. Rok później pierwsza drużyna zdobyła puchar kraju. W 1985 roku drużyna „C” ponownie uległa Sportingowi CP w finale Pucharu Portugalii, a w dwóch kolejnych sezonach podstawowy zespół zdobył puchar, pokonując EDP Lisboa w 1986 i Illiabum Clube w 1987 roku. W sezonie 1986/1987 SL Benfica zdobyła trzeci tytuł mistrzowski. W latach 1988–1990 klub zajmował drugie miejsce w kraju, a w latach 1991 i 1993 – trzecie. Pod koniec lat 90. sekcja została zlikwidowana. W 2013 roku dokonano jej reaktywacji. Czołowym szachistą Benfiki był wówczas António Fernandes. W tym samym roku klub awansował do Segunda Divisão.